# Stagonospora socia
Stagonospora socia är en svampart som beskrevs av Grove 1912. Stagonospora socia ingår i släktet Stagonospora och familjen Phaeosphaeriaceae.   Inga underarter finns listade i Catalogue of Life.